# 무하메드 아부
무하메드 아부(Mohammed Abu, 1991년 11월 14일 아크라 ~ )는 가나의 축구 선수이다. 포지션은 미드필더이며, 현재 미국 USL 챔피언십의 샌안토니오 FC 소속이다.